# Christian Clemens
Christian Clemens (Keulen, 4 augustus 1991) is een Duits voetballer die bij voorkeur als rechtsbuiten speelt. Hij verruilde 1. FSV Mainz 05 in januari 2017 voor 1. FC Köln.

## Clubcarrière
Clemens werd op tienjarige leeftijd opgenomen in de jeugdopleiding van 1. FC Köln, dat hem scoutte bij SC Weiler-Volkhoven. Hij maakte op 18 september 2010 zijn debuut in het betaald voetbal in het eerste elftal van Köln tegen FC St. Pauli. In december 2010 maakt hij zijn eerste doelpunt in een met 1–0 gewonnen wedstrijd tegen Eintracht Frankfurt. Clemens kwam in zijn eerste seizoen bij de senioren tot 27 optredens. In zijn tweede seizoen maakte hij vijf doelpunten in 31 wedstrijden voor FC Köln en in de jaargang 2012/13, de laatste van Clemens in dienst van Köln, maakte hij in evenveel wedstrijden zes doelpunten in 2. Bundesliga.
Clemens tekende op 17 juni 2013 een vierjarig contract bij Schalke 04, waar hij het rugnummer 11 kreeg. In het seizoen 2013/14 maakte Clemens op 11 augustus 2013 zijn debuut voor Schalke in de thuiswedstrijd tegen Hamburger SV (3–3 gelijkspel). In het seizoen speelde hij in totaal elf wedstrijden (zes basisplaatsen). Na zeven invalbeurten en één basisplaats in het seizoen 2014/15 maakte Draxler in januari 2015 op huurbasis de overstap naar 1. FSV Mainz 05. Voor Mainz speelde hij in de resterende seizoenshelft negen wedstrijden; hij maakte één doelpunt, op 21 februari 2015 in het competitieduel tegen Eintracht Frankfurt (3–1 overwinning).